# Kannemeyeria
Kannemeyeria è un genere estinto di terapsidi, vissuto nel Triassico inferiore, i cui resti sono stati rinvenuti in Sudafrica e in Asia.

## Un dicinodonte gigantesco
Dalla corporatura vagamente simile a quella di un maiale, questo animale era dotato di un grande cranio munito di due zanne e di un becco tagliente, usato per strappare il fogliame di cui si cibava. La kannemeyeria era un tipico esemplare di dicinodonte (“due denti da cane”), un gruppo di terapsidi erbivori molto diffuso tra il Permiano e il Triassico. In particolare, il genere Kannemeyeria era uno dei più grandi tra questi animali: poteva raggiungere i tre metri di lunghezza e forse il suo peso poteva sforare la mezza tonnellata. Le zampe erano robuste e adatte a sopportare la gigantesca mole corporea, che senza dubbio scoraggiava i predatori dell'epoca come Cynognathus.

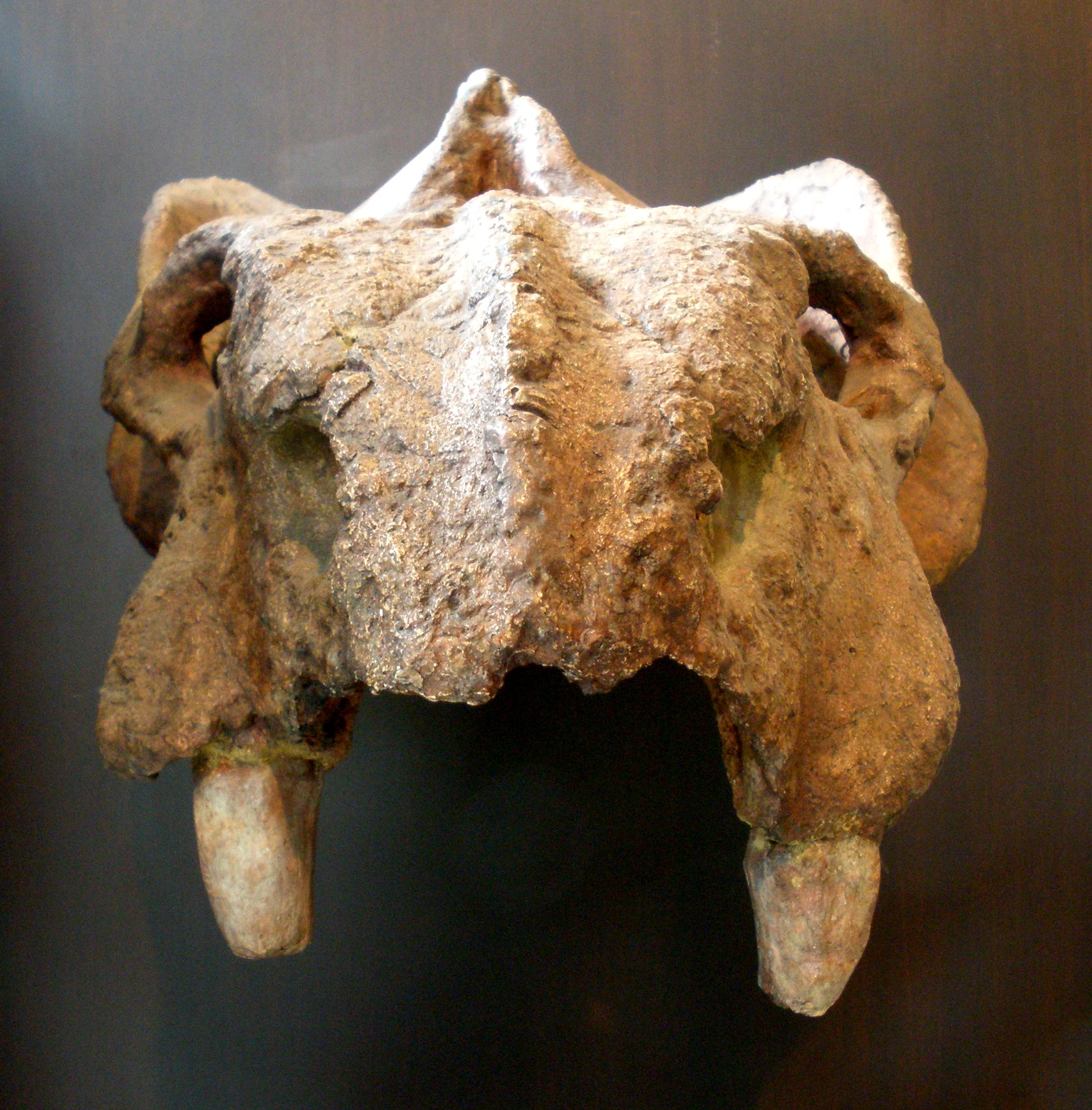
Vista frontale del cranio di Kannemeyeria erithrea

La specializzazione verso la grande taglia di questo animale e dei suoi simili (i kannemeyeridi) fu uno dei fattori di successo del gruppo, che fu l'ultimo a scomparire tra i dicinodonti, alla fine del Triassico. Un tardo rappresentante della famiglia è Placerias, del Nordamerica. Resti di animali molto simili sono stati rinvenuti in Australia, Sudamerica e persino Antartide, e questa è un'ulteriore prova che, nel Triassico, i continenti erano ancora uniti nella grande massa chiamata Pangea.